# フレデリック・ロンズデール
フレデリック・ロンズデール（Frederick Lonsdale、1881年2月5日 - 1954年4月4日）はイギリスの劇作家。

## 作品
- 真珠と未亡人（原作）
- 放蕩息子（脚本）